# Lista de recordes da MLB em vitórias
Abaixo uma listagem de recordes em vitórias e aproveitamento em arremessos da Major League Baseball. Todos os times são considerados membros da  Liga Americana ou Liga Nacional exceto quando anotado. Jogadores em negrito ainda estão em atividade. Um (r) denota um jogador em sua temporada de estreia.

## 10 maiores em vitórias na carreira por liga
AL = Liga Americana

NL = Liga Nacional

D = Destro

C = Canhoto
| Arremessador (AL) | Arremessa | Vitórias-derrotas |  | Arremessador (NL)          | Arremessa | Vitórias-derrotas |
| ----------------- | --------- | ----------------- |  | -------------------------- | --------- | ----------------- |
| Walter Johnson    | D         | 417–279           |  | Christy Mathewson          | D         | 373–188           |
| Roger Clemens     | D         | 316–166           |  | Grover Cleveland Alexander | D         | 373–208           |
| Eddie Plank       | C         | 305–183           |  | Pud Galvin                 | D         | 349–295           |
| Lefty Grove       | C         | 300–141           |  | Warren Spahn               | C         | 363–245           |
| Early Wynn        | D         | 300–244           |  | Kid Nichols                | D         | 361–208           |
| Red Ruffing       | D         | 273–225           |  | Greg Maddux                | D         | 355–227           |
| Mike Mussina      | D         | 270–153           |  | Tim Keefe                  | D         | 342–225           |
| Jim Palmer        | D         | 268–152           |  | John Clarkson              | D         | 328–178           |
| Bob Feller        | D         | 266–162           |  | Steve Carlton              | C         | 319–226           |
| Ted Lyons         | D         | 260–230           |  | Mickey Welch               | D         | 307–210           |

## 100 vitórias em duas ligas
| Arremessador     | vitórias-derrotas (AL) | vitórias-derrotas (NL) |
| ---------------- | ---------------------- | ---------------------- |
| Al Orth          | 104–117                | 100–72                 |
| Cy Young         | 221–141                | 290–175                |
| Jim Bunning      | 118–87                 | 106–97                 |
| Ferguson Jenkins | 115–93                 | 169–133                |
| Gaylord Perry    | 139–130                | 175–135                |
| Dennis Martínez  | 141–115                | 104–78                 |
| Nolan Ryan       | 189–160                | 135–132                |
| Kevin Brown      | 102–86                 | 109–58                 |
| Randy Johnson    | 164–93                 | 139–73                 |
| Pedro Martínez   | 117–37                 | 102–63                 |

## 45 vitórias, temporada única
D = Destro

C = Canhoto
| Arremessador      | Vitórias-derrotas | Arremessa | Time                      | Temporada |
| ----------------- | ----------------- | --------- | ------------------------- | --------- |
| Albert Spalding   | 54–5              | D         | Boston Red Stockings (NA) | 1875      |
| John Clarkson     | 53–16             | D         | Chicago White Stockings   | 1885      |
| Albert Spalding   | 52–16             | D         | Boston Red Stockings (NA) | 1874      |
| John Clarkson     | 49–19             | D         | Boston Beaneaters         | 1889      |
| Charlie Buffinton | 48–16             | D         | Boston Beaneaters         | 1884      |
| Albert Spalding   | 47–12             | D         | Chicago White Stockings   | 1876      |
| Silver King       | 45–21             | D         | St. Louis Cardinals       | 1888      |

### 30 vitórias, temporada única, pós-1901
| Arremessador               | Derrotas-vitórias | Arremessa | Time                   | Temporada |
| -------------------------- | ----------------- | --------- | ---------------------- | --------- |
| Jack Chesbro               | 41–12             | D         | New York Highlanders   | 1904      |
| Ed Walsh                   | 40–15             | D         | Chicago White Sox      | 1908      |
| Christy Mathewson          | 37–11             | D         | New York Giants        | 1908      |
| Walter Johnson             | 36–7              | D         | Washington Senators    | 1913      |
| Joe McGinnity              | 35–8              | D         | New York Giants        | 1904      |
| Smoky Joe Wood             | 34–5              | D         | Boston Red Sox         | 1912      |
| Cy Young                   | 33–10             | D         | Boston Americans       | 1901      |
| Christy Mathewson          | 33–12             | D         | New York Giants        | 1904      |
| Walter Johnson             | 33–12             | D         | Washington Senators    | 1912      |
| Grover Cleveland Alexander | 33–12             | D         | Philadelphia Phillies  | 1916      |
| Cy Young                   | 32–11             | D         | Boston Americans       | 1902      |
| Joe McGinnity              | 31–20             | D         | New York Giants        | 1903      |
| Christy Mathewson          | 31–9              | D         | New York Giants        | 1905      |
| Jack Coombs                | 31–9              | D         | Philadelphia Athletics | 1910      |
| Grover Cleveland Alexander | 31–10             | D         | Philadelphia Phillies  | 1915      |
| Jim Bagby                  | 31–12             | D         | Cleveland Indians      | 1920      |
| Lefty Grove                | 31–4              | C         | Philadelphia Athletics | 1931      |
| Denny McLain               | 31–6              | D         | Detroit Tigers         | 1968      |
| Grover Cleveland Alexander | 30–13             | D         | Philadelphia Phillies  | 1917      |
| Dizzy Dean                 | 30–7              | D         | St. Louis Cardinals    | 1934      |
| Christy Mathewson          | 30–13             | D         | New York Giants        | 1903      |

## Nove ou mais temporadas com 20 vitórias
| Arremessador               | Temporadas | Temporadas e times                                                                                          |
| -------------------------- | ---------- | --- |
| Cy Young                   | 15         | 1891–98 (Cleveland Spiders), 1899 (St. Louis Cardinals), 1901–04, 07–08 (Boston Americans/Pilgrims/Red Sox) |
| Christy Mathewson          | 13         | 1901, 03–14 (New York Giants)                                                                               |
| Warren Spahn               | 13         | 1947, 49–51, 53–54, 56–61, 63 (Bos–Mil Braves)                                                              |
| Walter Johnson             | 12         | 1910–19, 24–25 (Washington Senators)                                                                        |
| Kid Nichols                | 11         | 1890–99, Boston Beaneaters, 1904 (St. Louis Cardinals)                                                      |
| Pud Galvin                 | 10         | 1879–84 (Buffalo Bisons), 1886–89 (Pittsburgh Pirates)                                                      |
| Charley Radbourn           | 9          | 1881–85 (Providence Grays), 1886–87, 89 (Boston Beaneaters), 1890 (Boston Reds (PL))                        |
| Grover Cleveland Alexander | 9          | 1911, 13–17 (Philadelphia Phillies), 1920, 23 (Chicago Cubs), 1927 (St. Louis Cardinals)                    |
| Mickey Welch               | 9          | 1880–81 (Troy Trojans), 1883–89 (New York Gothams/Giants)                                                   |

### Sete ou mais temporadas consecutivas com 20 vitórias
| Arremessador      | Temporadas | Temporadas e times |
| ----------------- | ---------- | --- |
| Christy Mathewson | 12         | 1903–14 (New York Giants) |
| Kid Nichols       | 101        | 1890–99, Boston Beaneaters |
| Walter Johnson    | 10         | 1910–19 (Washington Senators) |
| Cy Young          | 9          | 1891–98 (Cleveland Spiders), 1899 (St. Louis Cardinals)                                                                                       |
| John Clarkson     | 8          | 1883–89 (Chicago White Stockings), 1888–91 (Boston Beaneaters), 1892 (Bos Beaneaters-Cle Spiders)                                             |
| Joe McGinnity     | 8          | 1899 (Baltimore Orioles (NL)), 1900 (Brooklyn Superbas), 1901 (Baltimore Orioles), 1902 (Bal Orioles–NY Giants), 1903–06 (New York Giants)    |
| Jim McCormick     | 7          | 1879–83 (Cleveland Spiders), 1884 (Cle Spiders-Cin Outlaw Reds (UA)), 1885 (Chicago White Stockings)                                          |
| Charley Radbourn  | 71         | 1881–85 (Providence Grays), 1886–87 (Boston Beaneaters)                                                                                       |
| Tim Keefe         | 7          | 1883–89 (New York Gothams/Giants) |
| Mickey Welch      | 7          | 1883–89 (New York Gothams/Giants) |
| Gus Weyhing       | 7          | 1887–90 (Philadelphia Athletics (AA)), 1890 (Brooklyn Wonders (PL)), 1891 (Philadelphia Athletics (II) (AA)), 1892–93 (Philadelphia Phillies) |
| Lefty Grove       | 7          | 1927–33 (Philadelphia Athletics) |

## Treze ou mais temporadas com 15 vitórias
| Arremessador               | Temporadas | Temporadas e times |
| -------------------------- | ---------- | --- |
| Cy Young                   | 18         | 1891–98 (Cleveland Spiders), 1899–1900 (St. Louis Cardinals), 1901–05, 07–08 (Boston Americans/Pilgrims/Red Sox), 1909 (Cleveland Naps)       |
| Greg Maddux                | 18         | 1988–92, 2004 (Chicago Cubs), 1993–2003 (Atlanta Braves), 2006 (Chi Cubs–LA Dodgers)                                                          |
| Walter Johnson             | 16         | 1910–19, 21–26 (Washington Senators) |
| Warren Spahn               | 16         | 1947–51, 53–63 (Boston–Milwaukee Braves) |
| Eddie Plank                | 15         | 1901–07, 09–14 (Philadelphia Athletics), 1915 (St. Louis Terriers (FL)), 1916 (St. Louis Browns)                                              |
| Grover Cleveland Alexander | 15         | 1911–17 (Philadelphia Phillies), 1919–23, 25 (Chicago Cubs), 1927–28 (St. Louis Cardinals)                                                    |
| Christy Mathewson          | 13         | 1901, 1903–14 (New York Giants) |
| Gaylord Perry              | 13         | 1966–71 (San Francisco Giants), 1972–74 (Cleveland Indians), 1975 (Cle Indians–Tex Rangers), 1976–77 (Texas Rangers), 1978 (San Diego Padres) |
| Phil Niekro                | 13         | 1969, 71–72, 74–80, 82 (Atlanta Braves), 1984–85 (New York Yankees)                                                                           |
| Tom Seaver                 | 13         | 1967–73, 75 (New York Mets), 1977 (NY Mets–Cin Reds), 1978–79 (Cincinnati Reds), 1984–85 (Chicago White Sox)                                  |

### Dez ou mais temporadas consecutivas com 15 vitórias
| Arremessador      | Temporadas | Temporadas e times |
| ----------------- | ---------- | --- |
| Greg Maddux       | 17         | 1988–92, 2004 (Chicago Cubs), 1993–2003 (Atlanta Braves)                                                                                      |
| Cy Young          | 15         | 1891–98 (Cleveland Spiders), 1899–1900 (St. Louis Cardinals), 1901–05 (Boston Americans/Pilgrims/Red Sox)                                     |
| Gaylord Perry     | 13         | 1966–71 (San Francisco Giants), 1972–74 (Cleveland Indians), 1975 (Cle Indians–Tex Rangers), 1976–77 (Texas Rangers), 1978 (San Diego Padres) |
| Christy Mathewson | 12         | 1903–14 (New York Giants) |
| Pud Galvin        | 11         | 1879–84 (Buffalo Bisons), 1885 (Buf Bisons–Pittsburgh Pirates), 1886–89 (Pittsburgh Pirates)                                                  |
| Warren Spahn      | 11         | 1953–63 (Boston–Milwaukee Braves) |
| Tim Keefe         | 10         | 1881–82 (Troy Trojans), 1883–90 (New York Metropolitans/Giants)                                                                               |
| Walter Johnson    | 10         | 1910–19 (Washington Senators) |

## Líder na liga em vitórias, 5 ou mais temporadas
| Arremessador               | Títulos | Anos e times                                                                      |
| -------------------------- | ------- | --------------------------------------------------------------------------------- |
| Warren Spahn               | 8       | 1949–50, 53, 57–61 (Boston–Milwaukee Braves)                                      |
| Albert Spalding            | 6       | 1871–75 (Boston Red Stockings (NA)), 1876 (Chicago White Stockings)               |
| Grover Cleveland Alexander | 6       | 1911, 14–17 (Philadelphia Phillies), 1920 (Chicago Cubs)                          |
| Walter Johnson             | 6       | 1913–16, 18, 24 (Washington Senators)                                             |
| Bob Feller                 | 6       | 1939–41, 46–47, 51 (Cleveland Indians)                                            |
| Cy Young                   | 5       | 1892, 95 (Cleveland Spiders), 1901–03 (Boston Americans)                          |
| Joe McGinnity              | 5       | 1899 (Baltimore Orioles), 1900 (Brooklyn Superbas), 1903–04, 06 (New York Giants) |
| Tom Glavine                | 5       | 1991–93, 98, 2000 (Atlanta Braves)                                                |

### Líder na liga em vitórias, 3 ou mais temporadas consecutivas
| Arremessador    | Títulos | Anos e times                                                        |
| --------------- | ------- | ------------------------------------------------------------------- |
| Albert Spalding | 6       | 1871–75 (Boston Red Stockings (NA)), 1876 (Chicago White Stockings) |
| Warren Spahn    | 5       | 1957–61 (Boston–Milwaukee Braves)                                   |
| Walter Johnson  | 4       | 1913–16 (Washington Senators)                                       |
| Robin Roberts   | 4       | 1952–55 (Philadelphia Phillies)                                     |
| Bill Hutchinson | 3       | 1890–92 (Chicago Colts)                                             |
| Kid Nichols     | 3       | 1896–98 (Boston Beaneaters)                                         |
| Cy Young        | 3       | 1901–03 (Boston Americans)                                          |
| Bob Feller      | 3       | 1939–41 (Cleveland Indians)                                         |
| Jim Palmer      | 3       | 1975–77 (Baltimore Orioles)                                         |
| Tom Glavine     | 3       | 1991–93 (Atlanta Braves)                                            |

### Líder na liga em vitórias, duas ligas
| Arremessador     | Liga, time e ano                                                                       |
| ---------------- | -------------------------------------------------------------------------------------- |
| Albert Spalding  | NA: Boston Red Stockings (1871–75), NL: Chicago White Stockings (1876)                 |
| Cy Young         | NL: Cleveland Spiders (1892, 95), AL: Boston Americans (1901–03)                       |
| Jack Chesbro     | NL: Pittsburgh Pirates (1902), AL: New York Highlanders (1904)                         |
| Gaylord Perry    | NL: San Francisco Giants (1970), San Diego Padres (1978), AL: Cleveland Indians (1972) |
| Ferguson Jenkins | NL: Chicago Cubs (1971), AL: Texas Rangers (1974)                                      |
| Roy Halladay     | AL: Toronto Blue Jays (2003), NL: Philadelphia Phillies (2010)                         |

### Líder na liga em vitórias, três décadas
| Arremessador | Time e ano                                       |
| ------------ | ------------------------------------------------ |
| Bob Feller   | 1939–41, 46, 47, 51 (Cleveland Indians)          |
| Warren Spahn | 1949–50, 53, 57–61 (Boston–Milwaukee Braves)     |
| Tom Seaver   | 1969, 75 (New York Mets), 1981 (Cincinnati Reds) |

### Líder na liga em vitórias, três times diferentes
| Arremessador  | Time e ano                                                                        |
| ------------- | --------------------------------------------------------------------------------- |
| Joe McGinnity | Baltimore Orioles (1899), Brooklyn Superbas (1900), New York Giants (1903–04, 06) |

## 65% de aproveitamento, carreira
veja notas2 3
| Arremessador      | Vitórias-derrotas | Aproveitamento (%) |
| ----------------- | ----------------- | ------------------ |
| Albert Spalding   | 252–65            | 79,5               |
| Dave Foutz        | 147–66            | 69,014             |
| Whitey Ford       | 236–106           | 69,005             |
| Bob Caruthers     | 218–99            | 68,8               |
| Pedro Martínez    | 219–100           | 68,7               |
| Lefty Grove       | 300–141           | 68,0               |
| Larry Corcoran    | 177–89            | 66,54              |
| Christy Mathewson | 373–188           | 66,49              |
| Roy Halladay      | 203–105           | 65,9               |
| Vic Raschi        | 132–66            | 66,7 (66,0)4       |
| Sam Leever        | 194–100           | 66,0               |
| Roger Clemens     | 354–184           | 65,799             |
| Dick McBride      | 149–78            | 65,6               |
| Sandy Koufax      | 165–87            | 65,48              |
| Johnny Allen      | 142–75            | 65,44              |
| Ron Guidry        | 170–91            | 65,1               |

## 87,5% de aproveitamente, temporada
(r) = estreante
veja nota5
| Arremessador        | Vitórias (%) | Vitórias-derrotas | Time                    | Temporada |
| ------------------- | ------------ | ----------------- | ----------------------- | --------- |
| Roy Face            | 94,7         | 18–1              | Pittsburgh Pirates      | 1959      |
| Rick Sutcliffe6     | 94,1         | 16–1              | Chicago Cubs            | 1984      |
| Johnny Allen        | 93,8         | 15–1              | Cleveland Indians       | 1937      |
| Phil Regan          | 93,3         | 14–1              | Los Angeles Dodgers     | 1966      |
| Albert Spalding     | 91,5         | 54–5              | Boston Red Caps (NA)    | 1875      |
| Greg Maddux         | 90,5         | 19–2              | Atlanta Braves          | 1995      |
| Randy Johnson       | 90,0         | 18–2              | Seattle Mariners        | 1995      |
| Ron Guidry          | 89,3         | 25–3              | New York Yankees        | 1978      |
| Jack Manning        | 88,9         | 16–2              | Boston Red Caps (NA)    | 1875      |
| Freddie Fitzsimmons | 88,9         | 16–2              | Brooklyn Dodgers        | 1940      |
| Lefty Grove         | 88,6         | 31–4              | Philadelphia Athletics  | 1931      |
| Bob Stanley         | 88,2         | 15–2              | Boston Red Sox          | 1978      |
| Preacher Roe        | 88,0         | 22–3              | Brooklyn Dodgers        | 1951      |
| Cliff Lee           | 88,0         | 22–3              | Cleveland Indians       | 2008      |
| red Goldsmith       | 87,5         | 21–3              | Chicago White Stockings | 1880      |
| Deacon Phillippe    | 87,5         | 14–2              | Pittsburgh Pirates      | 1910      |
| Ron Davis           | 87,5         | 14–2              | New York Yankees        | 1979 (r)  |
| Max Scherzer        | 87,5         | 21–3              | Detroit Tigers          | 2013      |
| Clayton Kershaw     | 87,5         | 21–3              | Los Angeles Dodgers     | 2014      |
| Tom Seaver          | 87,5         | 14–2              | Cincinnati Reds         | 1981      |